# James Purefoy
James Purefoy (Taunton, 3 juni 1964) is een Brits acteur die zowel regelmatig in Amerikaanse als in Britse producties speelt. Zo was hij te zien in de Amerikaanse film A Knight's Tale, het Engelse Maybe Baby en in coproducties als George and the Dragon en Vanity Fair. Purefoy speelde van 2005 tot en met 2007 Marcus Antonius in beide seizoenen van de serie Rome.
Purefoy was van 1996 tot en met 2002 getrouwd met de Engelse actrice Holly Aird, met wie hij in 1997 een zoon kreeg. Hij hertrouwde in 2014 en kreeg ook een kind met zijn nieuwe vrouw.

## Filmografie
*Exclusief televisiefilms, tenzij vermeld
| - Limbo (2019) - Fisherman's Friends (2019) - Interlude in Prague (2017) - Churchill (2017) - Equity (2016) - High-Rise (2015) - Momentum (2015) - Wicked Blood (2014) - John Carter (2012) - Ironclad (2011) - Solomon Kane (2009) - Lena: The Bride of Ice (2008) - Frankenstein (2007, televisiefilm) - Blackbeard: Terror at Sea (2006, televisiefilm) - Beau Brummell: This Charming Man (2006, televisiefilm) - Goose on the Loose (2006) - Vanity Fair (2004) | - Blessed (2004) - George and the Dragon (2004) - Photo Finish (2003) - Resident Evil (2002) - A Knight's Tale (2001) - Domani (ook wel Tomorrow, 2001) - The Wedding Tackle (2000) - Maybe Baby (2000) - Lighthouse (2000) - Women Talking Dirty (1999) - Mansfield Park (1999) - Jilting Joe (1998) - Bedrooms and Hallways (1998) - Feast of July (1995) |

## Televisieseries
*Exclusief eenmalige gastrollen
- El Candidato - Wayne Addison (2019, tien afleveringen)
- 3Below: Tales of Arcadia - stem Kanjigar (2019, twee afleveringen)
- Sex Education - Remi Milburn (2019, twee afleveringen)
- Trollhunters: Tales of Arcadia - stem Kanjigar (2016-2018, negen afleveringen)
- Hap and Leonard - Hap Collins (2016-2018, achttien afleveringen)
- Altered Carbon - Laurens Bancroft (2018, tien afleveringen)
- Roots - John Waller (2016, twee afleveringen)
- The Following - Joe Carroll (2013-2015, 45 afleveringen)
- Episodes - Rob (2012, vier afleveringen)
- Revenge - Dominik Wright (2012, twee afleveringen)
- Injustice - William Travers (2011, miniserie)
- Camelot - King Lot (2011, miniserie)
- The Philanthropist - Teddy Rist (2009, acht afleveringen)
- The Summit - Thom Lightstone (2008, miniserie)
- Rome - Mark Antony (2005-2007, 22 afleveringen)
- Metropolis (2000, miniserie)
- A Dance to the Music of Time - Nicholas Jenkins (1997, drie afleveringen)
- Have Your Cake and Eat It (1997, miniserie)
- The Prince and the Pauper - Miles Hendon (1996, vijf afleveringen)
- Rides - Julian (1993, vier afleveringen)
- Coasting - Mike Baker (1990, zeven afleveringen)

## Trivia
- Purefoy was in 2014 te zien in de videoclip Dangerous (David Guetta)  van David Guetta.

- Bibsys: 6039845
- Biblioteca Nacional de España: XX1276906
- Bibliothèque nationale de France: cb14053049t (data)
- Gemeinsame Normdatei: 1061414590
- International Standard Name Identifier: 0000 0001 1445 3690
- Library of Congress Control Number: nr2004010304
- Nationale Bibliotheek van Tsjechië: xx0095382
- Nationale Bibliotheek van Israël: 987007455140005171
- Nationale Bibliotheek van Polen: a0000001745200
- Nederlandse Thesaurus van Auteursnamen: 191044555
- SNAC: w6kp8z2h
- Système universitaire de documentation: 132225050
- Virtual International Authority File: 59286945
- WorldCat: E39PBJrgCv46Q4KV4TXYvdMtrq